# Gerhard Streich
Gerhard Streich (* 1946) ist ein deutscher Historiker.
Streich studierte von 1971 bis 1980 Mittlere und Neuere Geschichte und Germanistik in Göttingen und war ab 1983 wissenschaftlicher Mitarbeiter am Institut für Landesforschung der Universität Göttingen.
Er befasst sich mit Burgenverfassung, Sakraltopographie und Heiligenverehrung in Herrschaftskirchen, Familienorganisation und Herrschaftsweitergabe im Spiegel von Klostergründungen, Geschichte der Kartographie und historischer Siedlungs- und Kulturraumforschung.
1984 erhielt er den ersten Wedekind-Preis für deutsche Geschichte der Akademie der Wissenschaften zu Göttingen für sein Buch Burg und Kirche während des deutschen Mittelalters. Das war gleichzeitig seine Dissertation von 1984 in Göttingen.

## Schriften
- Burg und Kirche während des deutschen Mittelalters. Untersuchungen zur Sakraltopographie von Pfalzen, Burgen und Herrensitzen, Konstanzer Arbeitskreis für Mittelalterliche Geschichte: Vorträge und Forschungen, Sonderband 29, Jan Thorbecke Verlag 1984
- Klöster, Stifte und Kommenden in Niedersachsen vor der Reformation, mit einem Quellen- und Literaturanhang zur kirchlichen Gliederung Niedersachsens um 1500, Studien und Vorarbeiten zum Historischen Atlas Niedersachsens, Heft 30, Hildesheim: Lax 1986
- mit Andreas König, Holger Rabe: Höxter, Band 1: Höxter und Corvey im Früh- und Hochmittelalter, Hannover: Hahn 2003
- mit Andreas König, Michael Koch: Höxter, Band 2: Höxter und Corvey im Spätmittelalter, Studien und Quellen zur Westfälischen Geschichte, Bonifatius Verlag 2015

Außerdem war er beteiligt an der Regionalkarte zur Geschichte und Landeskunde von Niedersachsen und der Historisch-landeskundlichen -Exkursionskarte von Niedersachsen.